# James Aiona

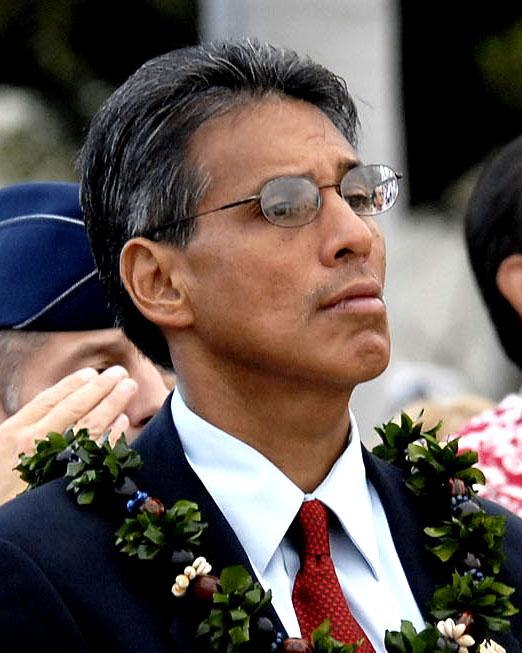
James Aiona 2009

James R. "Duke" Aiona, Jr., född 8 juni 1955 i Honolulu, är en amerikansk republikansk politiker. Han var Hawaiis viceguvernör 2002–2010. Han är av kinesisk, hawaiiansk och portugisisk härkomst.
Aiona avlade 1977 examen i statsvetenskap vid University of the Pacific och 1981 juristexamen vid University of Hawaii at Manoa. Han gifte sig 1981 med Vivian Welsh. Paret fick två söner, Kulia och Makana, samt två döttrar, Ohulani och Kaimilani.
Aiona efterträdde 2002 Mazie Hirono som viceguvernör och efterträddes 2010 av Brian Schatz. I guvernörsvalet 2010 förlorade Aiona mot demokraten Neil Abercrombie.